# Клаус Мерц
Клаус Мерц (на немски: Klaus Merz) е швейцарски писател, автор на стихотворения, романи, разкази и книги за деца.

## Биография и творчество
Клаус Мерц е роден през 1945 г. в Аарау и израства в Менцикен, къдете родителите му имат пекарна.
Получава диплома за гимназиален учител и с прекъсвания – поради продължителни престои в чужбина – преподава като лектор по език и култура в специализирано училище.
През 1967 г. Мерц дебютира със стихосбирката „Събрана слепота“ („Mit gesammelter Blindheit“). Впоследствие публикува повече от 20 стихосбирки, сборници с разкази, кратки романи и есета, преди всичко върху изобразително изкуство. Наред с това създава радиопиеси, телевизионни сценарии, театрални текстове и книги за деца.
Живее като писател на свободна практика в Унтеркулм, където е избран за почетен гражданин.
Негови творби са преведени на много езици.

### Отделни издания
- Mit gesammelter Blindheit, Gedichte (1967)
- Geschiebe – mein Land, Gedichte (1969)
- Vier Vorwände ergeben kein Haus, Gedichte (1972)
- Obligatorische Übung, Geschichten (1975)
- Latentes Material, Erzählungen (1978)
- Der Entwurf, Erzählung (1982)
- Landleben, Geschichten (1982)
- Bootsvermietung, Prosa, Gedichte (1985)
- Tremolo Trümmer, Erzählungen (1988)
- Nachricht vom aufrechten Gang, Prosa, Gedichte (1991)
- Am Fuss des Kamels, Geschichten & Zwischengeschichten (1994)
- Kurze Durchsage, Gedichte & Prosa (1995)
- Jakob schläft. Eigentlich ein Roman (1997, 2006)
- Kommen Sie mit mir ans Meer, Fräulein?, Roman (1998)
- Garn, Prosa und Gedichte (2000)
- Adams Kostüm, Drei Erzählungen (2001)
- Das Turnier der Bleistiftritter. Achtzehn Begegnungen (2003)
- Die Tiere ziehen los! Eine Entdeckungsreise in die Fluss-Auen (2003)
- Löwen Löwen. Venezianische Spiegelungen (2004)
- Los, Eine Erzählung (2005)
- Kunos große Fahrt (2005)
- Priskas Miniaturen, Zwanzig Erzählungen 1978–1988 (2005)
- Der gestillte Blick. Sehstücke (2007)
- Der Argentinier, Novelle (2009)
- Aussicht mit Zimmer, Texte zu Fotos von Stephan Schenk (2009)
- Aus dem Staub, Gedichte (2010)[1][2]
- Unerwarteter Verlauf, Gedichte (2013)
- Helios Transport, Gedichte (2016)
- Flüsterndes Licht, Ein Kettengedicht, Gemeinsam mit Nora Gomringer, Marco Grosse, Annette Hagemann und Ulrich Koch (2017)

### Събрани съчинения
- Band 1: Die Lamellen stehen offen, Frühe Lyrik 1963–1991 (2011)
- Band 2: In der Dunkelkammer, Frühe Prosa 1971–1982 (2011)
- Band 3: Fährdienst, Prosa 1983–1995 (2012)
- Band 4: Der Mann mit der Tür oder Vom Nutzen des Unnützen, Feuilletons (2013)
- Band 5: Das Gedächtnis der Bilder, Texte zu Malerei und Fotografie (2014)
- Band 6: Brandmale des Glücks, Prosa 1996–2014 (2014)
- Band 7: Außer Rufweite, Lyrik 1992–2013 (2015)

## Награди и отличия (подбор)
- 1979: „Награда на Швейцарска Фондация „Шилер““, für Latentes Material
- 1992: „Литературна награда на Ааргау“
- 1992: Buchpreise der Stadt Zürich
- 1994: Buchpreise der Stadt Zürich
- 1996: „Литературна награда на Золотурн“
- 1997: Buchpreise der Stadt Zürich
- 1997: „Награда на Швейцарска Фондация „Шилер““, für Jakob schläft
- 1997: „Награда Херман Хесе“, für Jakob schläft
- 1999: Prix Littéraire Lipp, für Frère Jacques
- 2001: Buchpreise der Stadt Zürich
- 2004: „Награда Готфред Келер“, за цялостно творчество
- 2005: „Награда на Швейцарска Фондация „Шилер““, für Los
- 2005: Buchpreise der Stadt Zürich
- 2005: Aargauer Kulturpreis, für das Gesamtwerk
- 2010: Buchpreise der Stadt Zürich
- 2012: Basler Lyrikpreis
- 2012: „Награда Фридрих Хьолдерлин на град Бад Хомбург“, за цялостно творчество[3]
- 2016: „Награда Райнер Малковски“
- 2018: „Награда Кристине Лавант“